# José Alberto Costa
José Alberto Costa (Porto, 1953. október 31. –) portugál válogatott labdarúgó.

## Nemzeti válogatott
A portugál válogatottban 24 mérkőzést játszott.

## Statisztika
| Portugál válogatott | Portugál válogatott | Portugál válogatott |
| Időszak             | Mérk.               | gól                 |
| ------------------- | ------------------- | ------------------- |
| 1978                | 5                   | 1                   |
| 1979                | 3                   | 0                   |
| 1980                | 4                   | 0                   |
| 1981                | 7                   | 0                   |
| 1982                | 1                   | 0                   |
| 1983                | 4                   | 0                   |
| Összesen            | 24                  | 1                   |